# Petite Sauldre
Die Petite Sauldre ist ein Fluss in Frankreich, in der Region Centre-Val de Loire. Ihre Quelle liegt im Gemeindegebiet von Parassy, in etwa 240 Metern Seehöhe. Der Fluss entwässert zuerst nach Nordwesten, wendet sich dann Richtung West und mündet nach rund 63 Kilometern nordöstlich von Salbris als linker Nebenfluss in die Grande Sauldre, die ab hier ihren Namen auf Sauldre ändert. 
Auf ihrem Weg durchquert die Petite Sauldre die Départements Cher und Loir-et-Cher.

## Orte am Fluss
- La Chapelle-d’Angillon
- Ennordres
- Ménétréol-sur-Sauldre
- Souesmes